# Neumühlen

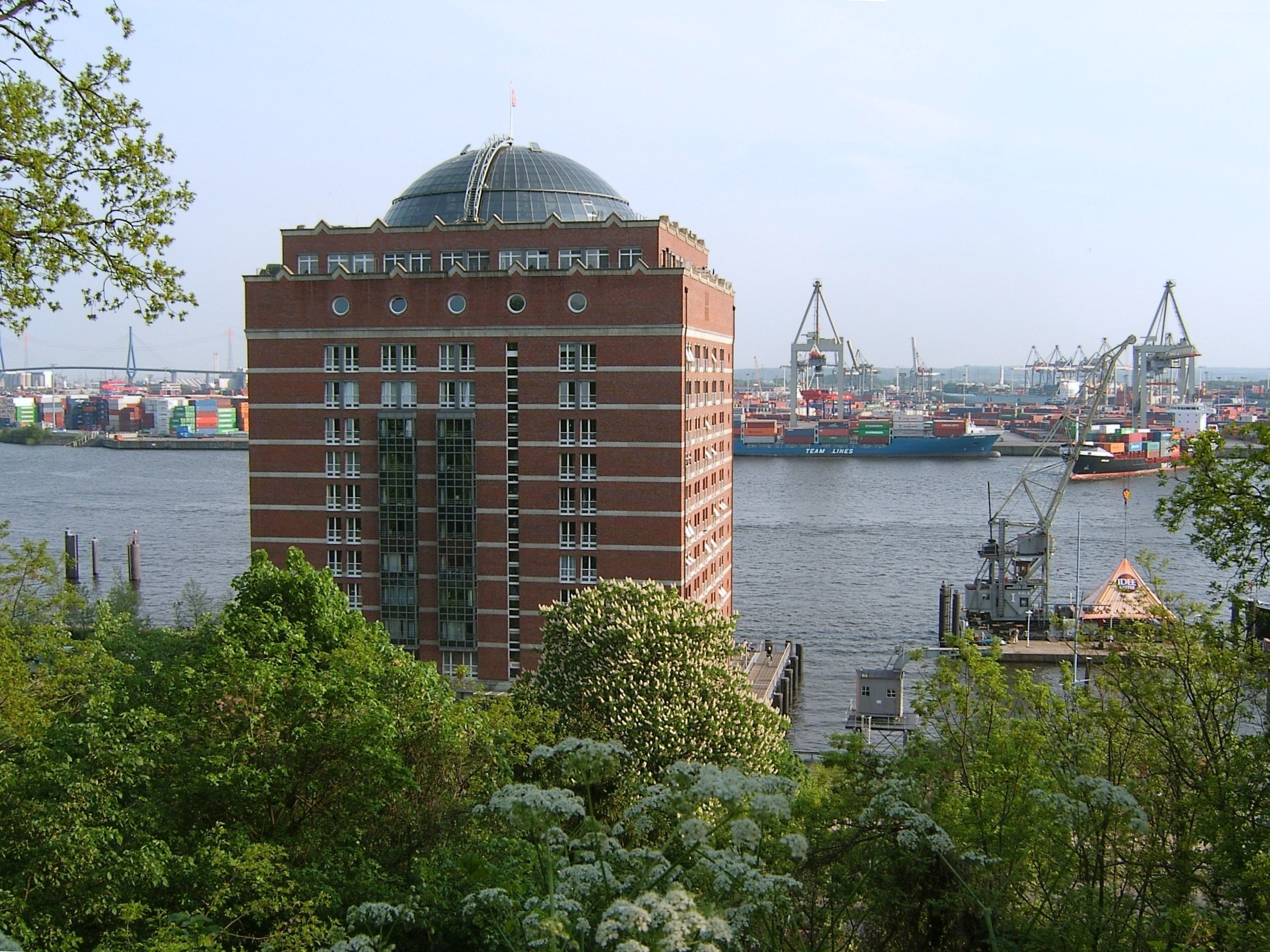
Blick vom Geesthang auf Augustinum und Hamburger Hafen Richtung Süden

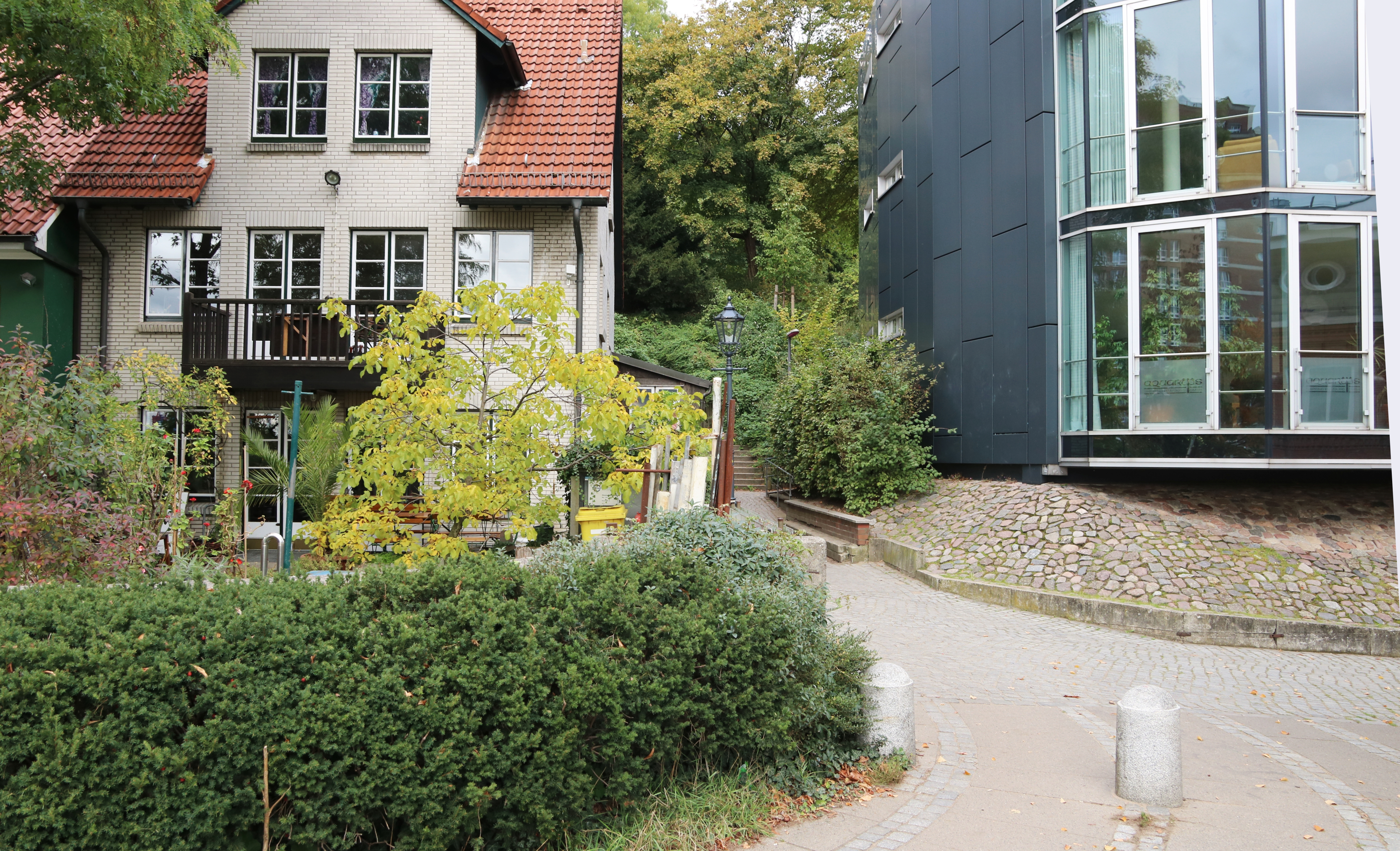
Bebauung an der Straße Neumühlen

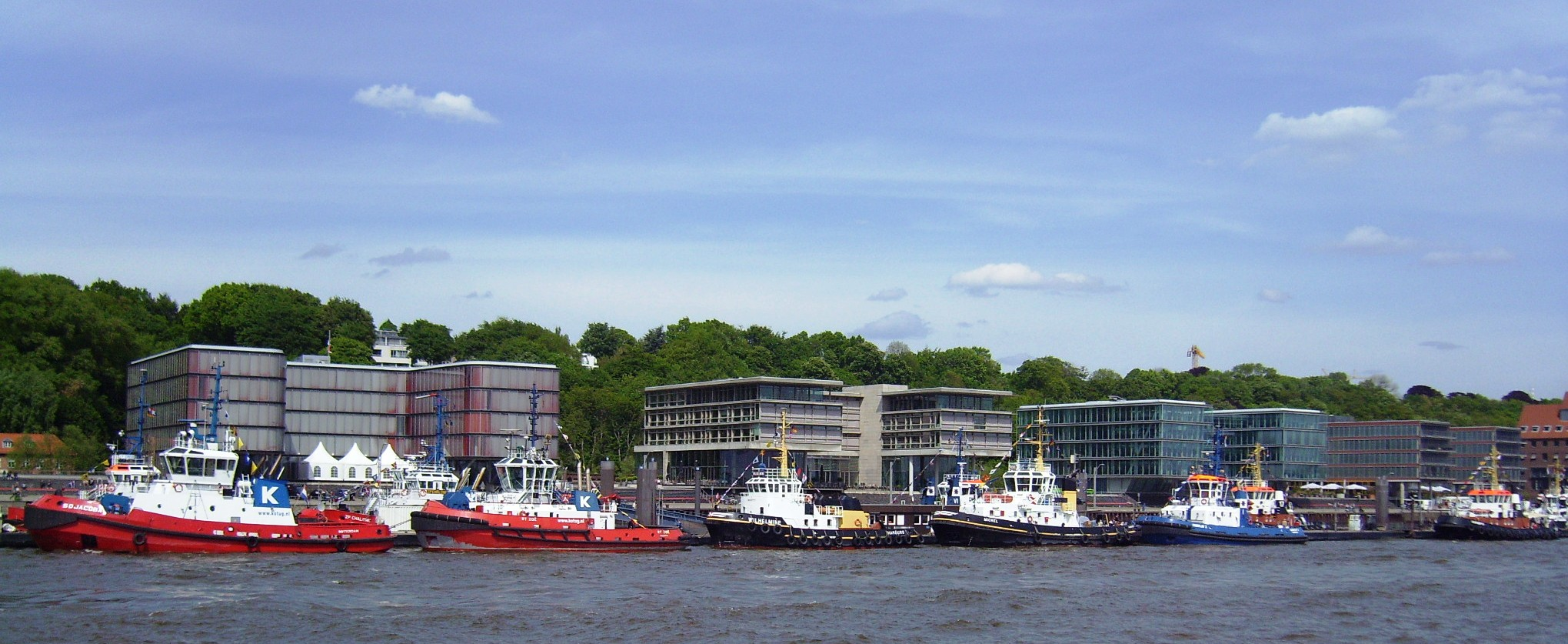
Hafenschlepper-Liegeplatz vor den Bürohäusern

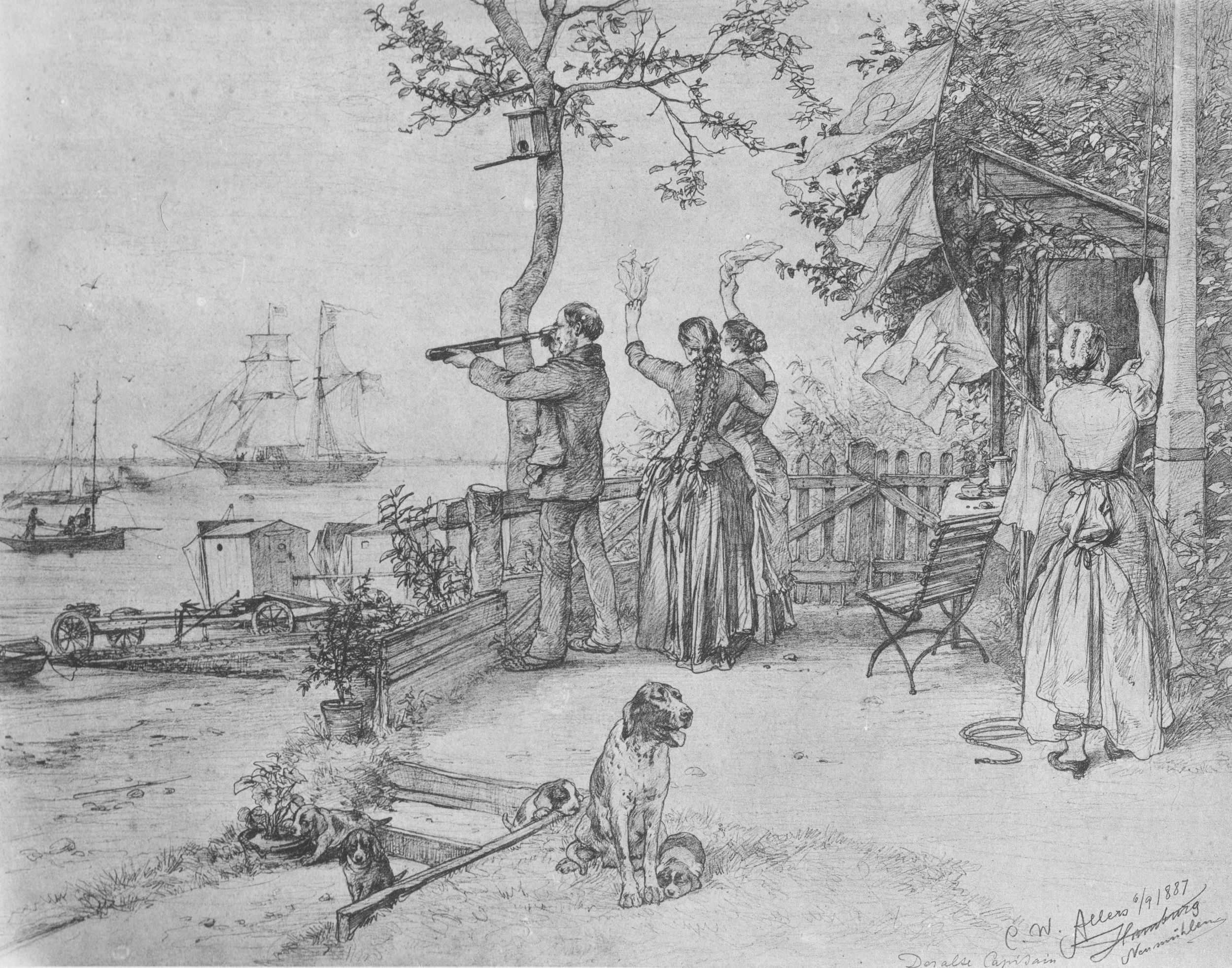
Dörflicher Charakter um 1887 („Der alte Capitain“)

Neumühlen bezeichnet einen Ort im Hamburger Stadtteil Ottensen. Gleichzeitig ist Neumühlen der Name der hier am Elbufer entlangführenden Straße und des HADAG-Fähranlegers.

## Geschichte
Das einstige Fischer- und Lotsendorf wurde ab dem 17. Jahrhundert zur bevorzugten Sommerfrische wohlhabender Hamburger, die auf dem hohen Uferhang südlich der Elbchaussee Landhäuser mit großzügigen Landschaftsgärten anlegten (Heine-Park, Donners Park). 1864 wurde Neumühlen an Ottensen angegliedert und mit diesem zusammen 1871 zur Stadt Ottensen erhoben; 1889 wurde diese nach Altona eingemeindet und 1938, wie ganz Altona, nach Hamburg.
Während dieser Zeit verlor Neumühlen seinen dörflichen Charakter durch die vermehrte Ansiedlung von Industrieanlagen. So entstanden hier 1857 ein Gaswerk, 1884 die Nähr- und Futtermittelfabrik C. Hedrich, seit 1912/13 das Elektrizitätswerk Altonas (Electricitätswerk Unterelbe, EWU) und nach dessen Abriss bis in die 1980er Jahre ein großes Fischkistenlager. Erschlossen wurde die Wasserkante durch die Altonaer Hafenbahn, die durch den Schellfischtunnel eine direkte Anbindung an den Altonaer Bahnhof und das nationale Schienennetz besaß. Nach dem Jahr 2000 entstand dort ein Ensemble von Bürohäusern auf einem hochwassersicheren Polder, die den westlichsten Teil von Hamburgs sogenannter „Perlenkette“, einer Reihe von Neubauten am nördlichen Flussufer, bilden.
Besonders markant war das Mitte der 1920er Jahre errichtete Union-Kühlhaus auf dem Nordufer der Elbe, das elbauf fahrenden Schiffen von weit her als Erkennungszeichen diente. Durch das heute übliche Einfrieren von Fisch bereits auf See wurde es nicht mehr benötigt. Seine charakteristische Fassade sollte bei einem Umbau zu Beginn der 1990er Jahre ursprünglich erhalten bleiben. Aufgrund eines Brandes und statischer Probleme wurde dann jedoch nachträglich ein vollständiger Neubau genehmigt, der jedoch eine ähnliche Form erhielt und nun den Seniorenwohnsitz Augustinum Hamburg beherbergt.
Am hohen Geesthang befand sich bis 1867 das populäre Gartenrestaurant Rainville. Nach dessen Abriss wurde hier auf einer neuen Stützmauer mit den neu angelegten so benannten Rainvilleterrassen das Gesellschaftshaus Neu-Rainville errichtet. Dessen Betrieb wurde nach dem  Ersten Weltkrieg eingestellt und das Gebäude zunächst von verschiedenen Behörden genutzt. Die preußische Verwaltung errichtete an seiner Stelle 1935 das heute noch bestehende Gebäude Rainvilleterrasse 4 der vormaligen Altonaer und späteren Hamburger Seefahrtschule, die 2005 geschlossen und das Gebäude unter Denkmalschutz gestellt wurde.

## Ansässige Unternehmen
- Reederei Leonhardt & Blumberg
- Edel SE
- Johann Daniel Lawaetz-Stiftung

## Unter Denkmalschutz
- Neumühlen 16–20, sogenanntes Lawaetz-Haus von 1802
- Neumühlen 29, 1904 errichtetes Wohnhaus angrenzende Werkstatt
- Neumühlen 33, 1765 errichtetes einfaches Wohnhaus mit geschlämmten Außenwänden, Mansarddach und seitlichem Zwerchhaus
- Rainvilleterrasse 4, 1935 errichtetes Gebäude der ehemaligen Seefahrtschule Hamburg

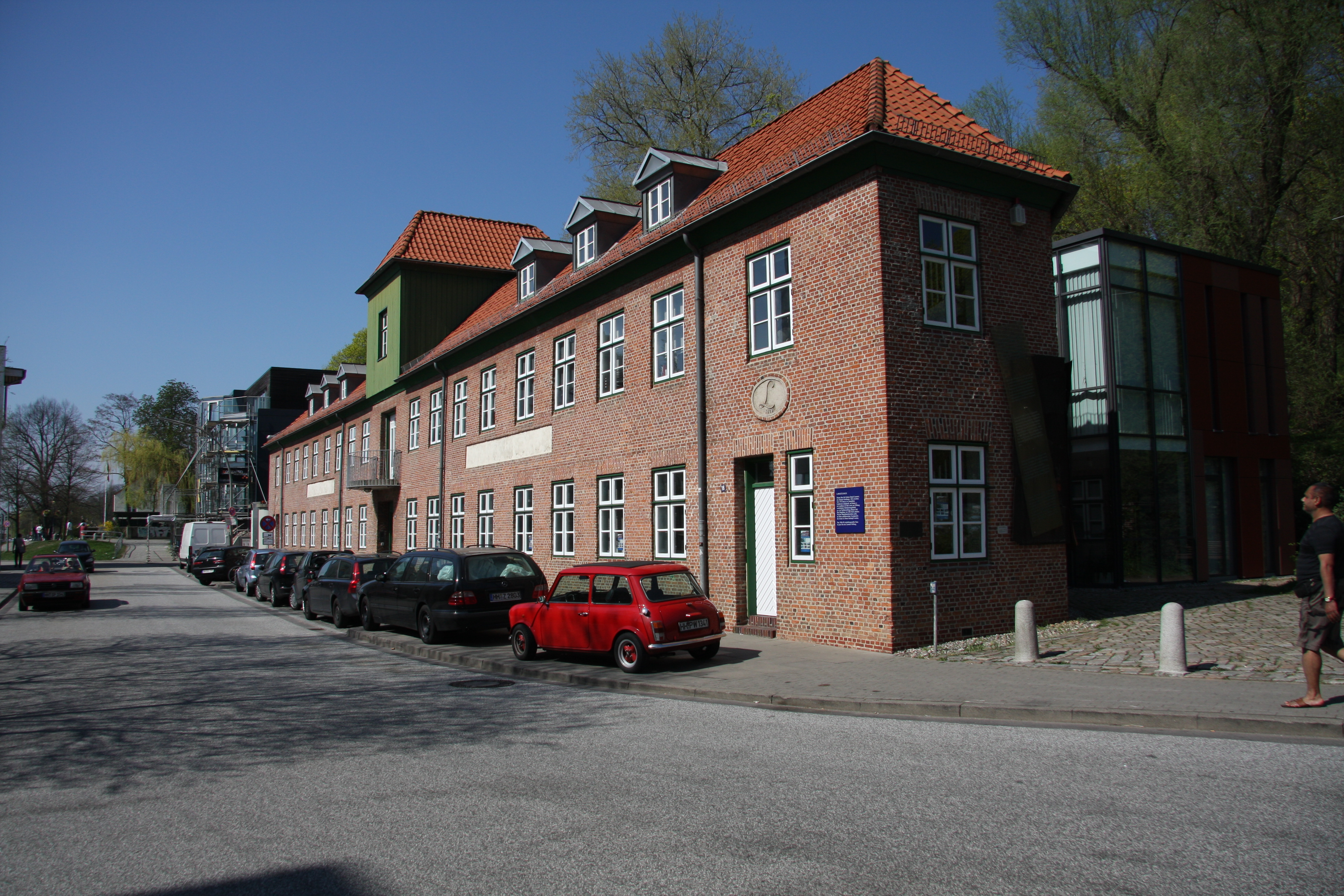
Lawaetz-Haus, Sitz der Lawaetz-Stiftung
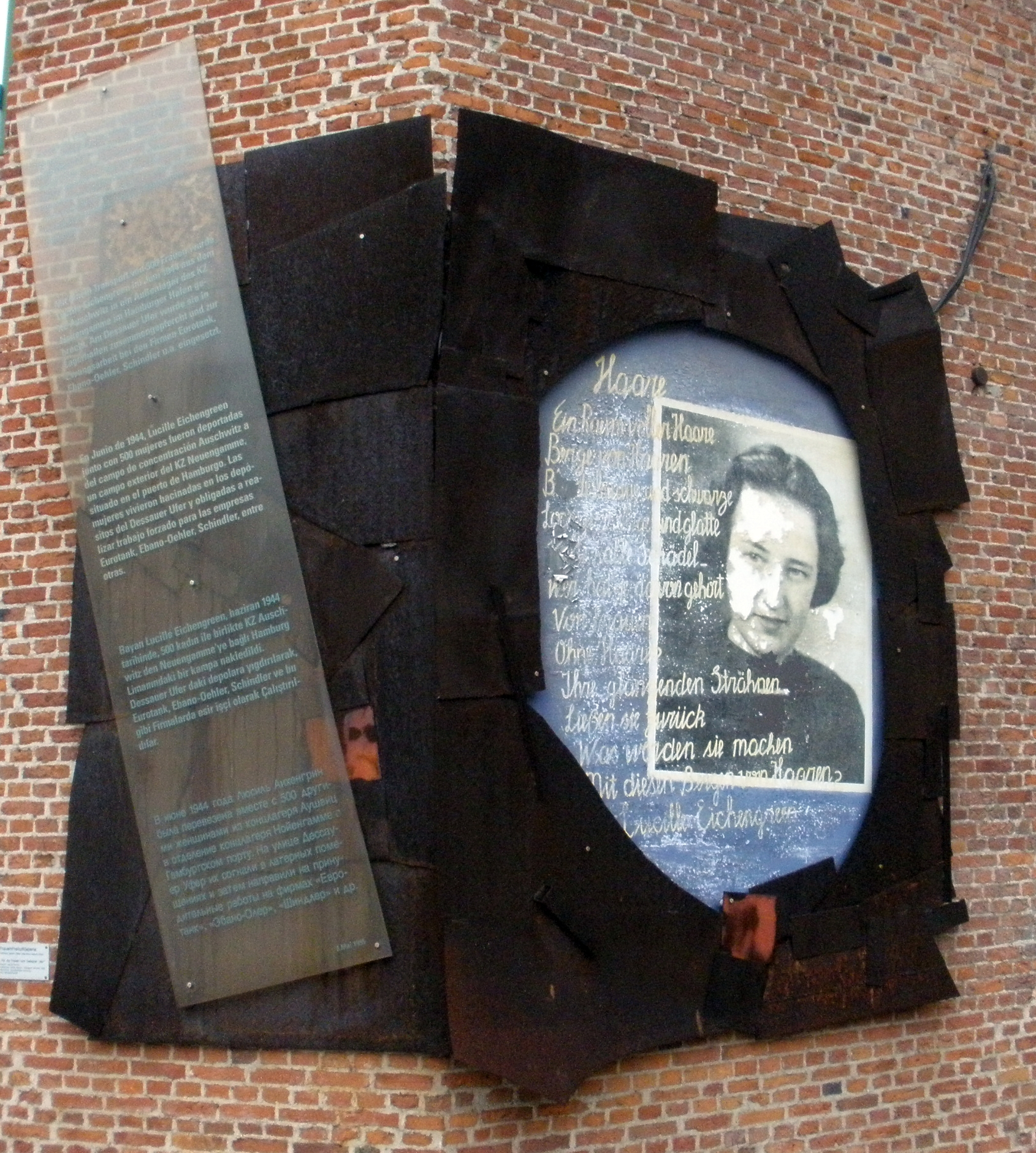
Wandbild am Lawaetz-Haus: Gedenktafel an die Frauen im KZ-Außenlager Dessauer Ufer
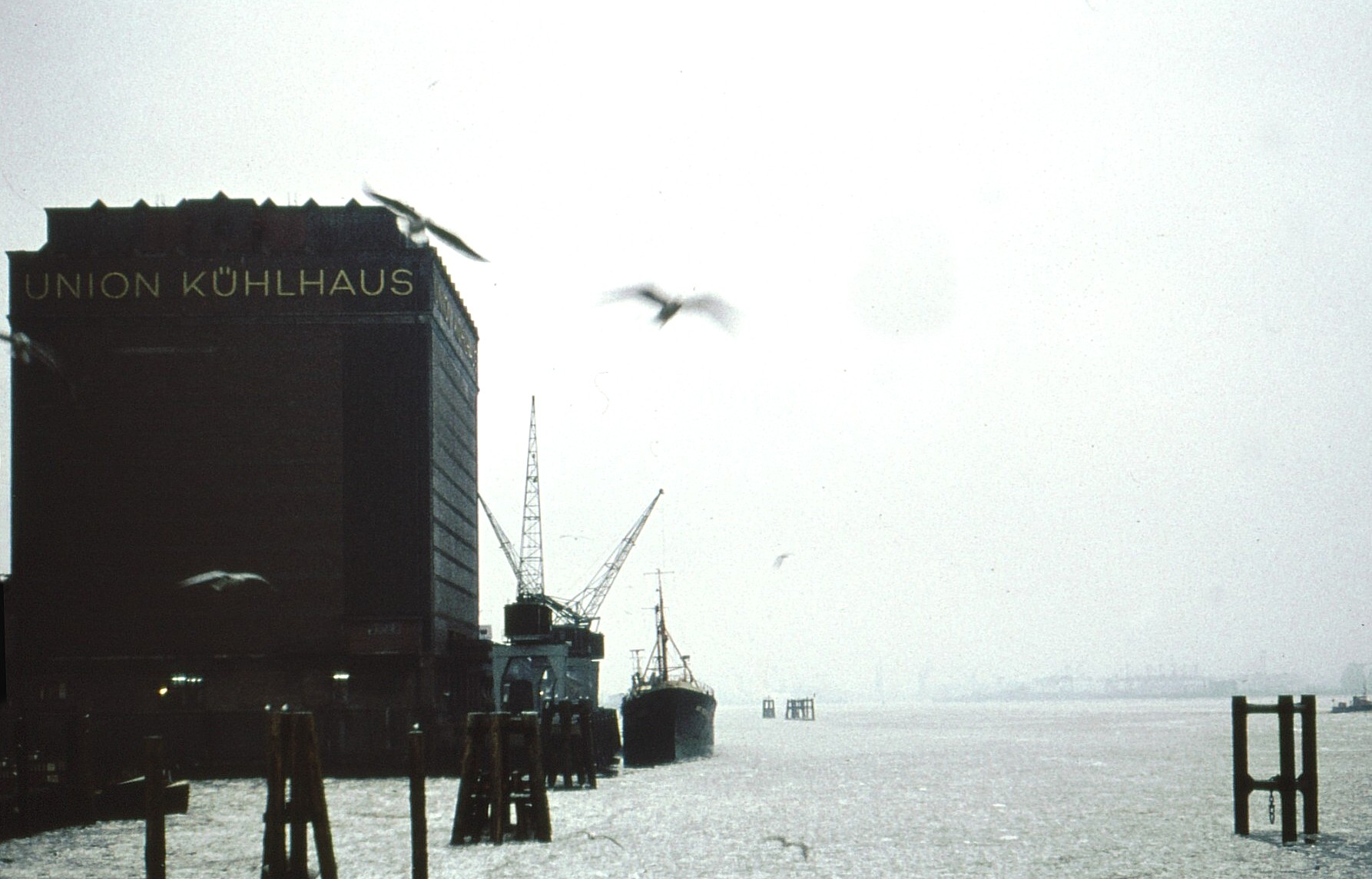
Ehemaliges Union-Kühlhaus, heute Augustinum, 1962
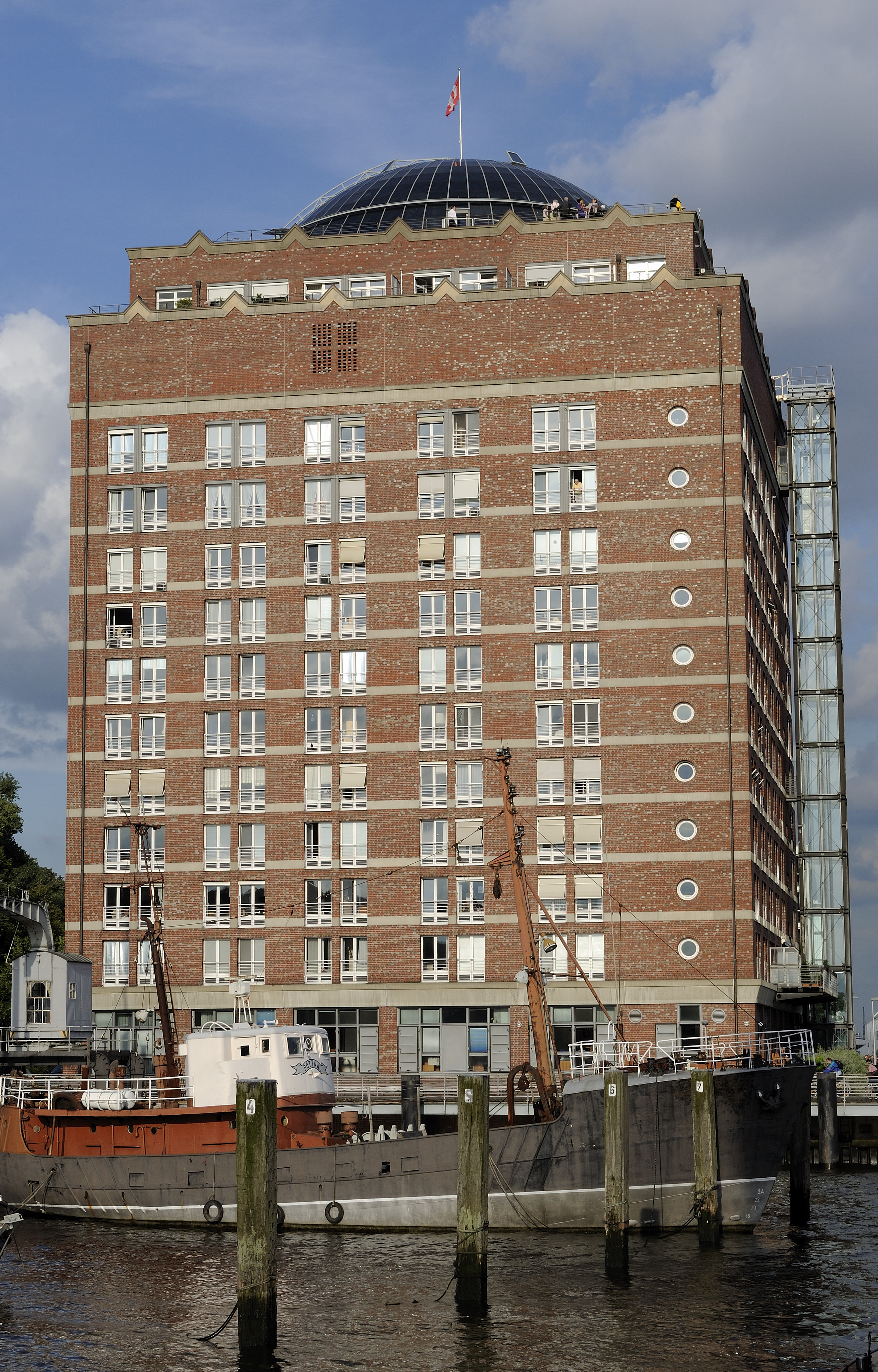
Augustinum, vom Museumshafen Övelgönne aus gesehen
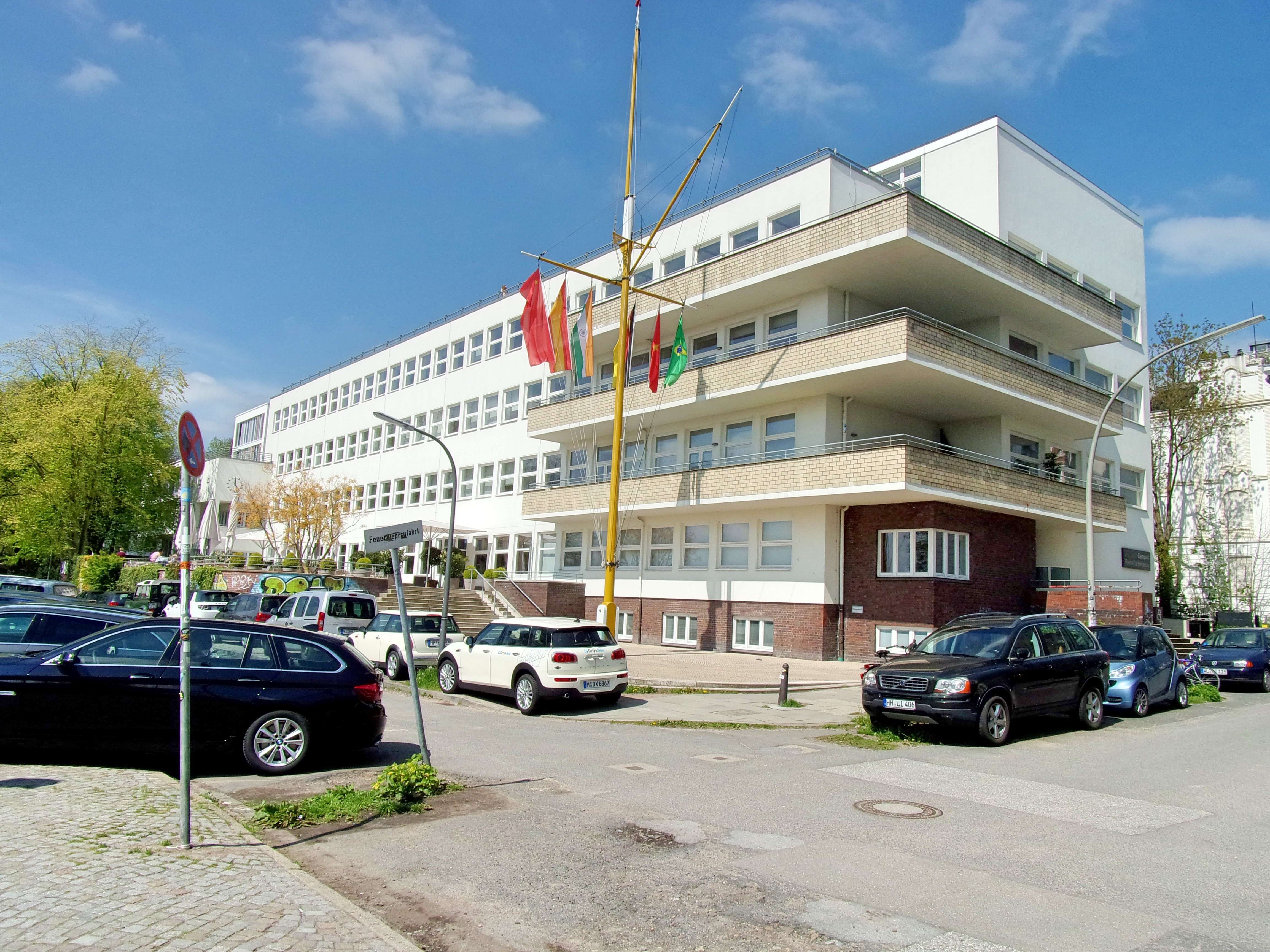
Ehemalige Seefahrtschule, 2017